# Anglo-celta
Anglo-celta es una categoría racial o cultural, usada principalmente en Australia para describir a la población descendiente de anglos (ingleses) y descendiente de celtas (irlandeses, escoceses, galeses y córnicos), identificando a los primeros como anglos y a los otros como celtas. En mucho menor grado se utiliza también en Nueva Zelanda y Canadá. Aproximadamente el 85% de los australianos y el 70% de los canadienses pueden ser clasificados (o se autoclasifican) en esta definición.
Anglo-celta difiere de anglo-sajón, puesto que anglo en el primer término se refiere a la población proveniente de Inglaterra, mientras que en el segundo es un nombre colectivo para los antiguos anglos, que con los sajones y jutos se amalgamaron en una entidad política única en tiempos de Alfredo el Grande. Algunos afirman, incorrectamente, que la utilización del término anglo-sajón implica oponer lo inglés a lo anglo, el pueblo y cultura derivados de las migraciones germánicas a Britania en los siglos V y VI. 
En Australia se suele utilizar el término anglo-celta para describir a los propios australianos de esos orígenes, pero es también aplicable a gente de otros países con gran población descendiente de británicos e irlandeses. Quizás el ejemplo más notable fueron los secesionistas de los Estados del Sur de los Estados Unidos, como la Liga del Sur, cuya misión fue proteger el corazón de la histórica cultura anglo-celta del Sur, porque los ingleses, escoceses, irlandeses e galeses han dado a Dixie sus instituciones y civilización únicas. Skippy Australian es un término acuñado por los australianos de origen griego (greco-australianos) en una serie de televisión llamada Acropolis Now para referirse a los australianos anglo-celtas.